# Vả
Vả, tên khoa học Ficus auriculata, là một loài cây thuộc chi Ficus, nó có quả giống như sung nhưng lớn hơn và có lá to hơn. Đây là loài có nguồn gốc Hymalaya, miền nam Trung Quốc, Thái Lan, Lào, Campuchia và Việt Nam. Là loài cây thường xanh, nhưng trong một số vùng khí hậu, nó có thể rụng lá trong mùa đông..

## Trong văn hóa đại chúng

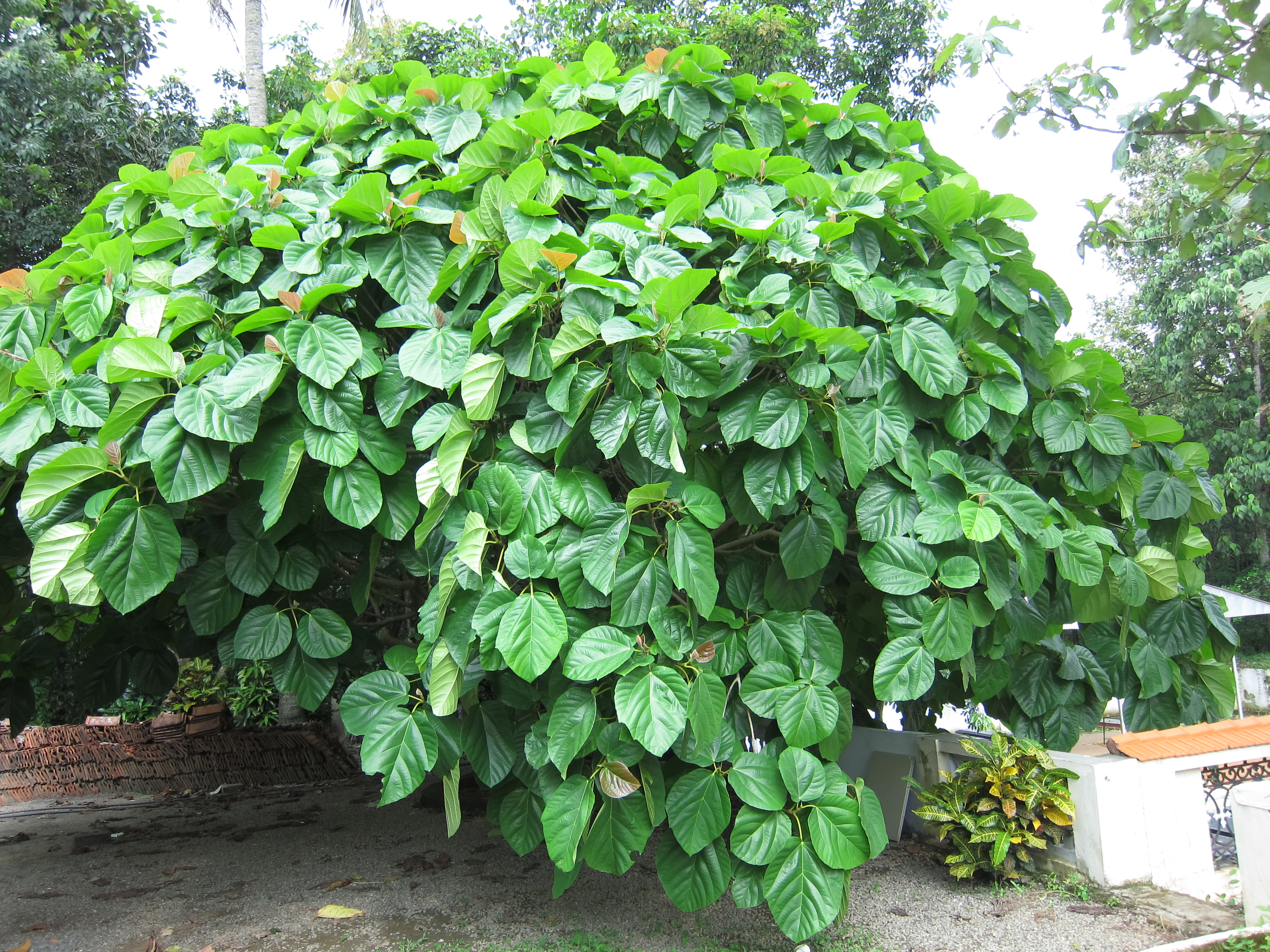
Cây vả

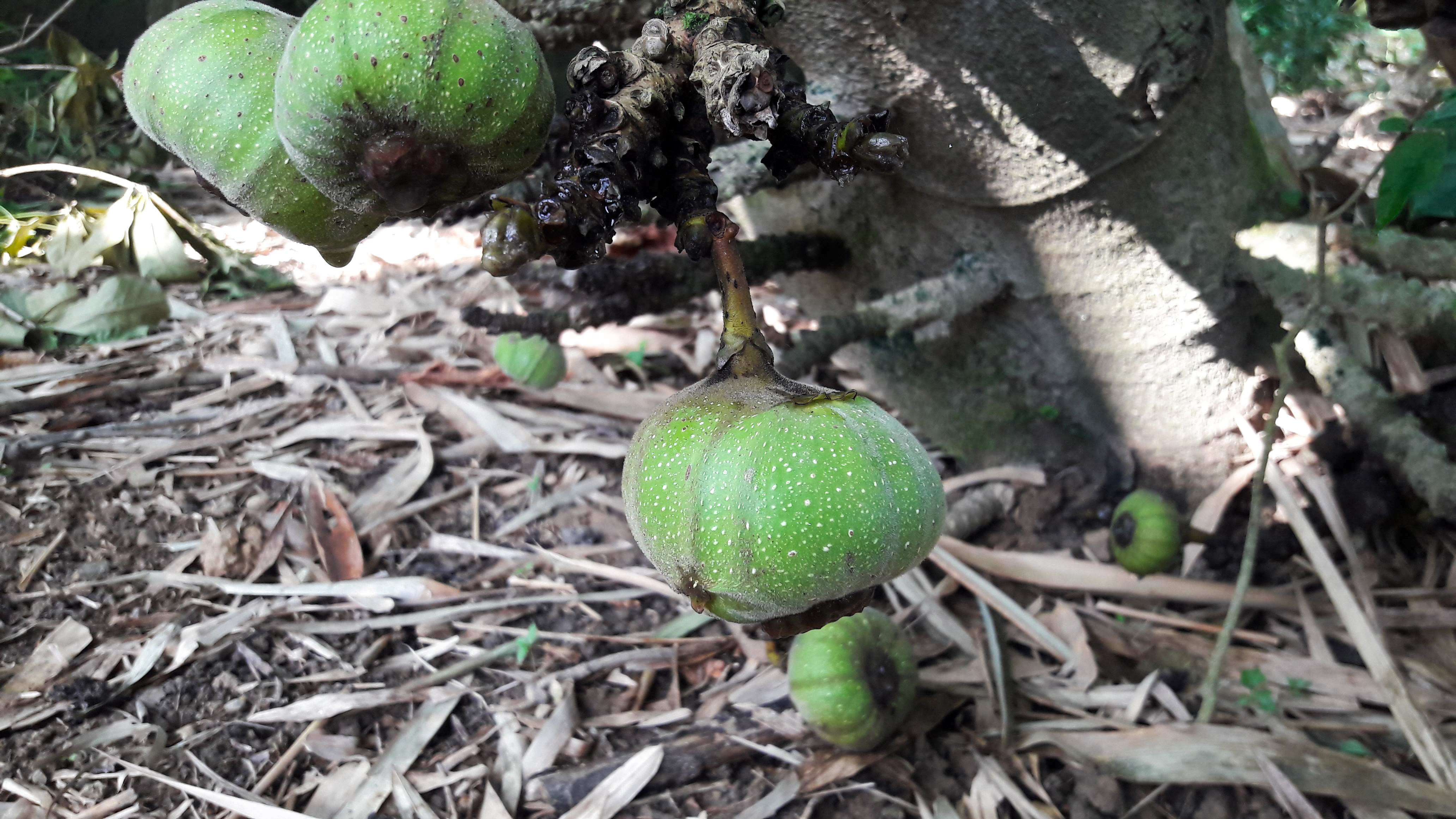
Trái vả ở Huế

Trong dân gian có câu Lòng vả cũng như lòng sung để ám chỉ một điều lòng ta thế nào thì lòng người cũng thế. Ta sao người vậy, chớ vội chê người mà không xét mình. Câu thành ngữ "ăn quả vả trả quả sung": Quả vả và quả sung cùng thuộc một loài, nhưng quả vả to gấp mười quả sung, và ngon hơn quả sung. Ăn quả vả trả quả sung là ăn của người ta nhiều mà trả người ta thì ít, nợ ơn thì to mà trả ơn thì nhỏ.

## Ẩm thực
Quả vả có thể dùng để chế biến một vài món ăn giống như rau.